# Катериновский сельский совет (Кременецкий район)
Катериновский сельский совет (укр. Катеринівська сільська рада) — входит в состав
Кременецкого района
Тернопольской области
Украины.
Административный центр сельского совета находится в 
с. Катериновка.

## История
- 1946 — дата образования.

## Населённые пункты совета
- с. Катериновка
- с. Рыбча
- с. Иванковцы